# Maurice Lugeon
Pour les articles homonymes, voir Lugeon.
Maurice Lugeon, né à Poissy le 10 juillet 1870 et mort à Lausanne le 23 octobre 1953, est un géologue, enseignant et directeur de musée vaudois.

## Biographie
D'origine vaudoise, il revient jeune dans le canton de Vaud où il poursuit ses études, passionné dès son adolescence par la botanique et la géologie. En 1893, Maurice Lugeon ayant obtenu sa licence (en sciences), parcourt le Jura avec Rittener, et les Dents du Midi avec son maître Renevier; celui-ci emmène le jeune étudiant dans les Préalpes de Savoie pour en dresser la carte géologique. Sa licence achevée, Maurice Lugeon quitte Lausanne pour passer un an à Munich à étudier la paléontologie chez Zittel, puis à Paris et à Zurich où d'ailleurs il ne reste que peu de temps. Son travail de thèse de doctorat (en 1896 à Lausanne) porte sur les Préalpes et la brèche du Chablais.
Maurice Lugeon est successivement assistant à l'Université de Lausanne (1891-1893), privat-docent (1896-1898) puis professeur extraordinaire (1898-1906). Dès 1906, Maurice Lugeon occupe la chaire de géologie de Lausanne et prend la direction du Musée géologique cantonal. Il fera de ce musée une collection destinée à la fois à l'enseignement, au grand public et aux spécialistes qui viennent y contribuer leurs travaux de recherches. À côté du géologue théoricien, Maurice Lugeon a exercé une grande activité en géologie appliquée. Très jeune, il aura à s'occuper de l'alimentation en eau de la ville de Lausanne, problème qui implique des études détaillées et des captages dans le Pays d'Enhaut, suivies de la construction d'un long tunnel. Il s'occupe des mines de sel de Bex ; Maurice Lugeon est l'auteur de Barrages et géologie où il s'applique à résoudre les questions de stabilité et d'étanchéité, ce qui lui vaudra, outre le surnom de "Père des barrages", une renommée d'expert dans ce domaine.
Spécialiste des Préalpes et du Jura, auteur d'hypothèses sur leur formation et leur développement, Maurice Lugeon a été un scientifique éminent dans sa discipline. Membre de nombreuses sociétés scientifiques suisses et européennes, souvent distingué par l'honorariat et des prix, dont le Prix Marcel Benoist en 1932. Son élève, puis collaborateur, enfin successeur fut Elie Gagnebin, célèbre aussi par ses amitiés avec les artistes de son époque. Il est élu le 17 février 1878 à l'Académie des sciences, belles-lettres et arts de Savoie, avec pour titre académique Agrégé.
Dans les années 1960 et 1980, trois fondations Lugeon (Maurice, son épouse Ida et sa belle-fille Marguerite) sont créées pour soutenir financièrement le développement de la science géologique à l'Université et au Musée géologique cantonal.

## Distinctions
- grand officier de la Légion d'honneur,
- commandeur de Polonia restituta
- membre de la Royal Society.
- membre de l'Académie royale de Belgique

## Sources
- « Maurice Lugeon », sur la base de données des personnalités vaudoises sur la plateforme « Patrinum » de la Bibliothèque cantonale et universitaire de Lausanne.
- Martin Kurz, « Maurice Lugeon » dans le Dictionnaire historique de la Suisse en ligne.
- Fonds d'archives, ETH-BIB
- Actes SNSH, 133, 1953, 327-341 (avec liste des œuvres)
- Bull. de la Soc. géologique de France, sér. 6, vol. 4, 1954, 303-340 (avec liste des œuvres)
- P. Fallot, « Memorial to Maurice Lugeon (1870-1953) », in Proceedings Volume of the Geological Society of America, 1954, 123-132 (avec liste des œuvres)
- DSB, 7, 543-545
- M. Stuber, S. Kraut, Le Prix Marcel Benoist de 1920 à 1995, 1995, 162 sites et références mentionnés
- Le Jubilé du professeur Maurice Lugeon, Lausanne, 1941
- A. Lombard, "Biographie de Maurice Lugeon", publiée sur www.annales.org
- O. Robert, F. Panese, Dictionnaire des professeurs de l'Université de Lausanne dès 1890, Lausanne, 2000, p. 766-768 ICONO: © Archives unimedia UNIL